# Nojarovo, Razgrad
Nojarovo (în bulgară Ножарово) este un sat în comuna Samuil, regiunea Razgrad,  Bulgaria. 

## Demografie
Componența etnică a satului Nojarovo
     Turci (94,68%)
     Nicio identificare (4,78%)
     Altele (1,24%)
La recensământul din 2011, populația satului Nojarovo era de 564 locuitori. Din punct de vedere etnic, majoritatea locuitorilor (94,68%) erau turci. Pentru 4,78% din locuitori nu este cunoscută apartenența etnică.